# Héctor Sáez (cyclisme)
Pour les articles homonymes, voir Héctor Sáez et Sáez.
Sáez  Benito est un nom espagnol. Le premier nom de famille, en général paternel, est Sáez ; le second, en général maternel, souvent omis, est Benito.
Héctor Sáez Benito (né le 6 novembre 1993 à Caudete) est un coureur cycliste espagnol.

## Biographie
Au mois de novembre 2016, il prolonge d'un an le contrat qui le lie à son employeur.
En 2017, il est présélectionné pour participer à la course en ligne des championnats d'Europe.

## Palmarès

### Palmarès amateur
- 2010
  -  Champion d'Espagne sur route juniors
- 2011
  - 2e du championnat d'Espagne du contre-la-montre juniors
  - 3e de la Bizkaiko Itzulia
- 2014
  - Interclubs Vinalopó - Villena[3]
- 2015
  - 2e du Grand Prix Macario
  - 3e du Pentekostes Saria

### Palmarès professionnel
- 2019
  - 6e étape du Tour du Portugal

## Résultats sur les grands tours

### Tour d'Espagne
4 participations
- 2017 : 76e
- 2018 : 85e
- 2019 : 112e
- 2020 : abandon (11e étape)

## Classements mondiaux
| Année           | 2016   | 2017   |
| --------------- | ------ | ------ |
| UCI Europe Tour | 1 691e | 1 235e |